# Nesydrion pallidum
Nesydrion pallidum är en insektsart som beskrevs av Banks 1913. Nesydrion pallidum ingår i släktet Nesydrion och familjen Nymphidae. Inga underarter finns listade i Catalogue of Life.